# Aeroportul Statesboro-Bulloch County
Aeroportul Statesboro-Bulloch County (IATA: TBR, ICAO: KTBR, FAA LID: TBR) este un aeroport din Comitatul Bulloch, Georgia, Georgia, Statele Unite ale Americii ce deservește zona Statesboro⁠(d). Aeroportul a fost tranzitat în 2019 de 14 pasageri. A fost numit după zona deservită.
Situat la o altitudine de 57 m, aeroportul dispune de 2 piste.

## Infrastructură

### Piste
Aeroportul dispune de 2 piste. Pista 05/23 are suprafața de asfalt și dimensiunile 4.382 picioare × 100 picioare. Pista 14/32 are suprafața de asfalt și dimensiunile 6.000 picioare × 100 picioare. 